# West Hallam
West Hallam är en ort och civil parish i Storbritannien.   Den ligger i distriktet Erewash i grevskapet Derbyshire i England, i den södra delen av landet, 180 km nordväst om huvudstaden London. West Hallam ligger 86 meter över havet och antalet invånare är 6 314.
Terrängen runt West Hallam är platt. Runt West Hallam är det mycket tätbefolkat, med 1 018 invånare per kvadratkilometer. Närmaste större samhälle är Nottingham, 14,0 km öster om West Hallam. Omgivningarna runt West Hallam är en mosaik av jordbruksmark och naturlig växtlighet.